# Понте ди Нанто (Виченца)
Понте ди Нанто је насеље у Италији у округу Виченца, региону Венето.
Према процени из 2011. у насељу је живело 1395 становника. Насеље се налази на надморској висини од 22 м.